# Ludvík Šváb
Ludvík Šváb (20. července 1924 Praha – 16. srpna 1997 Vieste) byl český psychiatr, jazzman, surrealista a odborník na němé filmy. Od padesátých let 20. století se podílel na činnosti Surrealistické skupiny v Československu. Byl vnukem herce Josefa Švába-Malostranského, synem odbojáře Karla Švába popraveného v roce 1942 nacisty a Františky Francové.
Pracoval ve Výzkumném ústavu psychiatrickém (VÚPs) v Praze 8–Bohnicích, kde se věnoval mj. výzkumu tzv. senzorické deprivace.
Ve své tvorbě se soustřeďoval především k divadelní a filmové tvorbě, psal scénáře, libreta a filmové historické studie. Byl členem kruhu filmových historiků při Československém filmovém ústavu. Byl také dlouholetým členem jazzové skupiny Pražský dixieland. Je autorem několika krátkých experimentálních filmů podbarvených černým humorem (Ott 71, Kýchání, Valčík upírů, Jiný pes) a „spontánních fotokoláží“, originální metody fotomontáže, v nichž hrála podstatnou roli objektivní náhoda. Objevil se v surrealistickém snímku Jídlo (1992, rež. J. Švankmajer), anebo v televizním biografickém dokumentu věnovaném jeho osobě Šílená láska Ludvíka Švába (1995, rež. M. Kudláček).
Zemřel roku 1997 a byl pohřben na Olšanských hřbitovech.

## Dílo
- Předjaří, divadelní hra, publ.: in: Surrealistické východisko (1938–1968), ČS, 1969, inscenováno v Divadle Na zábradlí v 90. letech 20. století, rež. B. Ingr.
- Podstatnost jako vedlejší produkt, in: Analogon č. 1. ČS, 1969
- Louis Feuillade, úvodní studie, Orbis 1967

## Film
- 1995 Ludvík Šváb – L'amour fou, filmový medailon, rež. Martina Kudlacek
- 2018 Filmové dílo L. Švába, kompilace autorských filmů na DVD, vydáno v rámci monografie L. Švába, NFA Praha

Ludvík Šváb vystupoval ve filmu Jídlo (rež. J. Švakmajer, 1992) a ve videu Dynamické proměny v díle M. Stejskala, které též spolurežíroval, 1990, Palác kultury Praha